# Раяновци (Софийская область)
Раяновци (болг. Раяновци) — село в Болгарии. Находится в Софийской области, входит в общину Драгоман. Население составляет 46 человек (2022).

## Политическая ситуация
Кмет (мэр) общины Драгоман — Соня Стоянова Дончева (Болгарская социалистическая партия (БСП)) по результатам выборов в правление общины.